# Zak Lovelace
Zakariya „Zak“ Lovelace (* 23. Januar 2006 in London) ist ein englisch-jamaikanischer Fußballspieler, der beim FC Millwall unter Vertrag steht.

## Karriere
Zak Lovelace wurde in London geboren und begann seine Karriere beim FC Glebe in Chislehurst, aus dem Stadtbezirk Bromley. Für den Verein erzielte er in der Saison 2018/19 in 15 Spielen 26 Tore in der Kent Youth League. Im Juli 2019 wechselte Lovelace in die Jugendakademie des FC Millwall in den Südosten Londons. Nachdem Lovelace in den Jugendmannschaften von Millwall in 19 Spielen 21 Tore erzielt hatte, debütierte er im Alter von 15 Jahren im Dezember 2021 als Einwechselspieler in der ersten Mannschaft bei einem 1:0-Sieg gegen Coventry City in der zweiten englischen Liga. Mit 15 Jahren und 340 Tagen war Lovelace 100 Tage älter als Millwalls jüngster Spieler aller Zeiten, Moses Ashikodi, der im Februar 2003 sein Debüt gab. Im Februar und März 2022 absolvierte er vier weitere Spiele als Einwechselspieler gegen Derby County, Sheffield United, Reading und Middlesbrough.
Am 4. Juli 2022 unterschrieb Lovelace einen Vertrag in Schottland bei den Glasgow Rangers. Am 30. August 2022 gab er sein Debüt für den Verein im Ligapokal gegen Queen of the South.